# Германско-таджикистанские отношения
Герма́нско-таджикиста́нские отноше́ния — двусторонние дипломатические отношения между Германией и Таджикистаном, установленные в 1992 году. В том же году были открыты посольство Германии в Душанбе и посольство Таджикистана в Берлине. До декабря 2001 года Германия была единственной страной-членом Европейского союза, имевшей посольство в Душанбе. Германско-таджикистанское общество существует с 2001 года и базируется в Берлине.

## История
Таджикистан был советской республикой с 1929 года. В 1989 году таджикский язык стал официальным языком Таджикистана. В начале 1990 года ЕС, одним из шести членов-основателей которого была Германия, начал активно действовать в Центральной Азии, в том числе и в Таджикистане. Основанием для этого послужило соглашение о торговле и сотрудничестве с Советским Союзом, подписанное в 1989 году и вступившее в силу в 1990 году.
В 1991 году Таджикистан объявил о своей независимости от Советского Союза и вскоре после этого вступил в Содружество Независимых Государств. Однако новообразованная Республика Таджикистан отказалась признать соглашения, заключённые ранее в составе Советского Союза, в результате чего не удалось достичь соглашения с Европейским союзом. Германия же признала Таджикистан в 1992 году и открыла посольство в столице, Душанбе. До 2001 года Германия была единственной страной-членом Европейского союза, имевшей постоянное представительство в Таджикистане.
В 2013 году в Германии были опубликованы сведения о том, что семья Эмомали Рахмона, президента Таджикистана, ездит на роскошных лимузинах, угнанных в Германии. Тогдашний министр иностранных дел Таджикистана Абулфаджс Атоев сразу же отверг эти обвинения как неправдоподобные. Однако исследование журналиста Йоханнеса Эдельхоффа доказало, что обвинения были обоснованными.